# Igor Butulija
Igor Butulija (serbisch-kyrillisch Игор Бутулија, * 21. März 1970 in Belgrad) ist ein serbischer Handballtrainer und ehemaliger Handballspieler, der zumeist als rechter Rückraumspieler eingesetzt wurde.

## Karriere
Der 1,89 m große und 88 kg schwere Linkshänder begann mit zwölf Jahren mit dem Handballspiel. Bei seinem Heimatverein RK Roter Stern Belgrad debütierte er 1986 in der jugoslawischen Liga. 1993 wechselte er in die spanische Liga ASOBAL zu BM Atletico Madrid. Nach einer Saison ging er zu BM Granollers, mit dem er den EHF-Pokal 1995 gewann. Anschließend spielte er für Bidasoa Irún, mit dem er 1996 die Copa del Rey de Balonmano und 1997 den Europapokal der Pokalsieger errang. Nach einem halben Jahr beim portugiesischen Verein Sporting Lissabon wurde er im Januar 1998 vom deutschen Bundesligisten TUSEM Essen als Ersatz für Alexander Tutschkin verpflichtet. Im Sommer 1998 schloss er sich dem montenegrinischen Verein RK Lovćen Cetinje an. Ab 2001 war er Spielertrainer beim österreichischen Klub SG Handball West Wien, mit dem er 2004 das Meisterschaftsfinale erreichte.
Mit der Serbisch-montenegrinischen Nationalmannschaft gewann Igor Butulija bei der Europameisterschaft 1996 Bronze. Bei den Olympischen Spielen 2000 wurde er Vierter. In Sydney warf er 24 Tore in sieben Spielen. Butulija bestritt 147 Länderspiele, in denen er über 400 Tore erzielte.
Von 2008 bis 2011 trainierte er seinen Heimatverein Roter Stern Belgrad. Im Oktober 2011 wurde er wegen Schiedsrichter-Beleidigung vom serbischen Ligaverband für sieben Monate gesperrt.